# Hoplia dispar
Hoplia dispar är en skalbaggsart som beskrevs av Leconte 1880. Hoplia dispar ingår i släktet Hoplia och familjen Melolonthidae. Inga underarter finns listade i Catalogue of Life.